# Microcyclops afghanicus
Microcyclops afghanicus – gatunek widłonoga z rodziny Cyclopidae. Nazwa naukowa tego gatunku skorupiaków została opublikowana w 1948 roku przez szwedzkiego zoologa Knuta Lindberga.